# Стройна
Стройна (словен. Strojna) — поселення в общині Равне-на-Корошкем, Регіон Корошка, Словенія. Висота над рівнем моря: 1008,5 м.